# Мурат Якін
Мурат Якін (нім. Murat Yakın, нар. 15 вересня 1974, Базель) — швейцарський футболіст, що грав на позиції захисника. По завершенні ігрової кар'єри — тренер. З 9 серпня 2021 року — головний тренер національної збірної Швейцарії.

## Клубна кар'єра
Народився 15 вересня 1974 року в місті Базель у родині вихідців з Туреччини. Вихованець футбольної школи клубу «Конкордія» (Базель).
У дорослому футболі дебютував 1992 року виступами за команду клубу «Ґрассгоппер», в якій провів п'ять сезонів, взявши участь у 101 матчі чемпіонату. Більшість часу, проведеного у складі «Ґрассгоппера», був основним гравцем захисту команди. За цей час двічі виборював титул чемпіона Швейцарії.
Протягом 1997—1998 років захищав кольори команди німецького клубу «Штутгарт».
Своєю грою за останню команду привернув увагу представників тренерського штабу клубу «Фенербахче», до складу якого приєднався 1998 року. Відіграв за стамбульську команду наступні півтора сезону своєї ігрової кар'єри.
Згодом з 2000 по 2001 рік грав у складі команд клубів «Базель» та «Кайзерслаутерн».
2001 року повернувся до клубу «Базель», за який відіграв ще 5 сезонів. Граючи у складі «Базеля», знову здебільшого виходив на поле в основному складі команди. Завершив професійну кар'єру футболіста виступами за команду «Базель» у 2006 році

## Виступи за збірну
1994 року дебютував в офіційних матчах у складі національної збірної Швейцарії. Протягом кар'єри в національній команді, яка тривала 11 років, провів у формі головної команди країни 49 матчів, забивши 4 голи.
У складі збірної був учасником чемпіонату Європи 2004 року в Португалії.

## Кар'єра тренера
Розпочав тренерську кар'єру відразу ж по завершенні кар'єри гравця, 2006 року, увійшовши до тренерського штабу клубу «Конкордія» (Базель). Протягом 2007—2008 років був помічником головного тренера в «Ґрассгоппері».
Перший досвід самостійної тренерської роботи здобув 2007 року, очоливши команду нижчолігового швейцарського «Фрауенфельда». Згодом тренував команди клубів «Тун» та «Люцерн».
З 2012 по 2014 роки очолював тренерський штаб команди «Базель». З 2014 по 2015 роки — головний тренер московського «Спартака». З 2016 по 2021 роки очолював низку швейцарських клубів.
9 серпня 2021 року призначений головним тренером національної збірної Швейцарії.

## Титули і досягнення

### Гравець
- Чемпіон Швейцарії (5):

«Грассгоппер»: 1994–95, 1995–96
«Базель»: 2001–02, 2003–04, 2004–05
- Володар Кубка Швейцарії (3):

«Грассгоппер»: 1993–94
«Базель»: 2001–02, 2002–03

### Тренер
- Чемпіон Швейцарії (2):

«Базель»: 2012–13, 2013–14